# العلاقات السنغالية الإندونيسية
العلاقات السنغالية الإندونيسية هي العلاقات الثنائية التي تجمع بين السنغال وإندونيسيا.

## مقارنة بين البلدين
هذه مقارنة عامة ومرجعية للدولتين:
| وجه المقارنة                                              | السنغال                                              | إندونيسيا         |
| --------------------------------------------------------- | ---------------------------------------------------- | ----------------- |
| المساحة (كم2)                                             | 196.72 ألف                                           | 1.90 مليون        |
| عدد السكان (نسمة)                                         | 15.85 مليون                                          | 263.99 مليون      |
| الكثافة السكانية (ن./كم²)                                 | 80.57                                                | 138.94            |
| العاصمة                                                   | داكار                                                | جاكرتا            |
| اللغة الرسمية                                             | لغة فرنسية، اللغة الولوفية، باديارا ‏، اللغة البلنتية | اللغة الإندونيسية |
| العملة                                                    | فرنك غرب أفريقي                                      | روبية إندونيسية   |
| الناتج المحلي الإجمالي (بليون دولار)                      | 16.37 مليار                                          | 1.02 تريليون      |
| الناتج المحلي الإجمالي (تعادل القوة الشرائية) بليون دولار | 36.62 مليار                                          | 2.85 تريليون      |
| الناتج المحلي الإجمالي الاسمي للفرد دولار أمريكي          | 899                                                  | 3.35 ألف          |
| الناتج المحلي الإجمالي للفرد دولار أمريكي                 | 2.33 ألف                                             | 10.52 ألف         |
| مؤشر التنمية البشرية                                      | 0.466                                                | 0.684             |
| رمز المكالمات الدولي                                      | +221                                                 | +62               |
| رمز الإنترنت                                              | .sn                                                  | .id               |
| المنطقة الزمنية                                           | 00                                                   |                   |

## منظمات دولية مشتركة
يشترك البلدان في عضوية مجموعة من المنظمات الدولية، منها:
| علم المنظمة | اسم المنظمة                                                | تاريخ انضمام السنغال | تاريخ انضمام إندونيسيا |
| ----------- | ---------------------------------------------------------- | -------------------- | ---------------------- |
|             | مؤسسة التنمية الدولية                                      | 31 أغسطس 1962        | 20 أغسطس 1968          |
|             | يونسكو                                                     | 10 نوفمبر 1960       | 27 مايو 1950           |
|             | وكالة ضمان الاستثمار متعدد الأطراف                         | 12 أبريل 1988        | 12 أبريل 1988          |
|             | الأمم المتحدة                                              | 28 سبتمبر 1960       | 28 سبتمبر 1950         |
|             | العملية المشتركة للاتحاد الأفريقي والأمم المتحدة في دارفور | ?                    | ?                      |
|             | الفريق المعني برصد الأرض                                   | ?                    | ?                      |
|             | الاتحاد البريدي العالمي                                    | ?                    | ?                      |
|             | البنك الدولي للإنشاء والتعمير                              | 31 أغسطس 1962        | 13 أبريل 1967          |
|             | منظمة التعاون الإسلامي                                     | ?                    | ?                      |
|             | منظمة حظر الأسلحة الكيميائية                               | ?                    | ?                      |
|             | الاتحاد الدولي للاتصالات                                   | 15 نوفمبر 1960       | 1949                   |
|             | مؤسسة التمويل الدولية                                      | 31 أغسطس 1962        | 23 أبريل 1968          |
|             | المركز الدولي لتسوية المنازعات الاستشارية                  | 21 مايو 1967         | 28 أكتوبر 1968         |
|             | منظمة التجارة العالمية                                     | ?                    | ?                      |
|             | منظمة الشرطة الجنائية الدولية                              | ?                    | 5 أكتوبر 1954          |

## وصلات خارجية
- موقع وزارة الخارجية السنغالية
- موقع وزارة الخارجية الإندونيسية